# Деликт

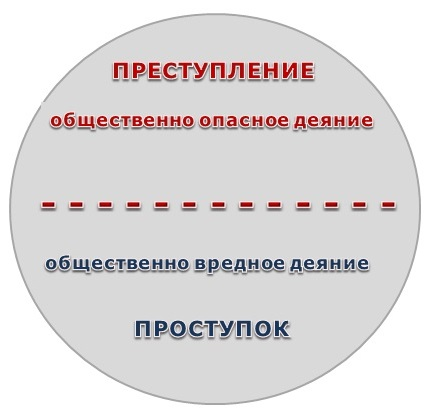
Разделение правонарушения (delictum) на преступление и проступок по признаку общественной опасности

Дели́кт (от лат. delictum — «проступок, правонарушение») — неправомерное поведение, частный или гражданско-правовой (лат. delictum privatum) проступок, влекущий за собой возмещение вреда и ущерба, взыскиваемые по частному праву в пользу потерпевших лиц.
Деликтология — наука о правонарушении.
В значительной мере деликт совпадает с преступлением, поскольку последнее влечёт за собой взыскание в пользу потерпевшего; однако существует ряд преступлений, не подлежащих гражданско-правовому взысканию ввиду того, что ими не причинено никакого вреда (например, покушение на преступление) или нет лиц, в пользу которых возможно его возмещение (при убийстве лица, не бывшего кормильцем семьи) — и наоборот, ряд частных деликтов, не подлежащих, по своей незначительности с публично-правовой точки зрения, уголовной каре, но причиняющих вред и подлежащих гражданско-правовому возмездию. Поэтому деликтом в области гражданского права вообще называется всякое противоправное действие (всё равно, преступление ли это, проступок или простое имущественное повреждение), вторгающееся в личную или имущественную сферу личности и причиняющее ей ущерб, независимо от существующих между лицами гражданско-правовых отношений.

## Квазиделикты
Квазиделикты в римском праве признавались самостоятельными источниками обязательств, схожими с деликтами. Однако отличия между обязательствами, возникающими из деликтов, и обязательствами, возникающими из квазиделиктов, заключались в следующем:
- Деликт возникал только в том случае, если имело место наступление вредных последствий, тогда как квазиделикт мог возникать и в отсутствие таких последствий, достаточно было лишь возможности их возникновения;
- Деликт не возникал в том случае, если отсутствовала вина причинителя вреда, тогда как квазиделикт мог существовать и при отсутствии вины;
- Деликт не возникал, если не было известно лицо, причинившее вред, а квазиделикт существовал и в том случае, если не было определено такое лицо;
- Деликт не возникал, если деяние совершалось не отдающим себе в них отчет лицом, животным, а квазиделикт имел место и в таких случаях.

Наиболее известными квазиделиктами в римском праве являлись следующие: judex litem suam fecit (ответственность судьи за неправильное решение); actio de positis et suspensis (ответственность за поставленное и подвешенное); actio de effusis et dejectis (ответственность за вылитое и выброшенное); actio adversus nautas, caupones et stabularios (ответственность владельцев кораблей, гостиниц и постоялых дворов).
Actio de effusis et dejectis (иск из вылитого и выброшенного) выражался в ответственности лица, из дома которого было что-нибудь вылито или выброшено и причинило вред имуществу или здоровью кого-либо, при этом вина хозяина дома не имела значения, и, соответственно, иск потерпевший всегда предъявлял именно к хозяину дома. Actio de positis et suspensis (иск из поставленного и подвешенного) выражался в ответственности лица, у дома или на доме которого что-то (вывески, цветочные горшки и т.п.) было поставлено или подвешено так, что могло причинить вред прохожим. При этом иск к хозяину дома мог предъявить любой римский гражданин, заметивший, что на домах у публичной дороги находятся такие предметы. В его пользу взыскивался штраф в размере 10 тысяч сестрециев. Actio adversus nautas, caupones et stabularios выражался в ответственности хозяев кораблей, гостиниц и постоялых дворов, за хищения, совершенные их работниками.